# Liste der Bodendenkmäler im Guttenberger Wald
Auf dieser Seite sind die Bodendenkmäler in dem unterfränkischen gemeindefreien Gebiet Guttenberger Wald zusammengestellt. Diese Tabelle ist eine Teilliste der Liste der Bodendenkmäler in Bayern. Grundlage ist die Bayerische Denkmalliste, die auf Basis des Bayerischen Denkmalschutzgesetzes vom 1. Oktober 1973 erstmals erstellt wurde und seither durch das Bayerische Landesamt für Denkmalpflege geführt wird. Die folgenden Angaben ersetzen nicht die rechtsverbindliche Auskunft der Denkmalschutzbehörde.

## Bodendenkmäler im Guttenberger Wald
| Lage       | Objekt                                                          | Akten-Nr.     | Bild |
| ---------- | --------------------------------------------------------------- | ------------- | ---- |
| (Standort) | Grabhügel der Bronzezeit.                                       | D-6-6225-0186 |      |
| (Standort) | Grabhügel vorgeschichtlicher Zeitstellung.                      | D-6-6225-0184 |      |
| (Standort) | Grabhügel der Hallstattzeit.                                    | D-6-6325-0099 |      |
| (Standort) | Grabhügel vorgeschichtlicher Zeitstellung.                      | D-6-6225-0187 |      |
| (Standort) | Grabhügel vorgeschichtlicher Zeitstellung.                      | D-6-6225-0188 |      |
| (Standort) | Burgstall des hohen und späten Mittelalters.                    | D-6-6225-0189 |      |
| (Standort) | Bestattungsplatz mit Grabhügel vorgeschichtlicher Zeitstellung. | D-6-6225-0388 |      |
| (Standort) | Grabhügel vorgeschichtlicher Zeitstellung.                      | D-6-6325-0097 |      |
| (Standort) | Grabhügel vorgeschichtlicher Zeitstellung.                      | D-6-6325-0098 |      |
| (Standort) | Grabhügel vorgeschichtlicher Zeitstellung.                      | D-6-6225-0183 |      |
| (Standort) | Teilweise verebnete Grabhügel vorgeschichtlicher Zeitstellung.  | D-6-6325-0075 |      |
| (Standort) | Grabhügel vorgeschichtlicher Zeitstellung.                      | D-6-6225-0150 |      |
| (Standort) | Grabhügel der Hallstattzeit.                                    | D-6-6225-0169 |      |
| (Standort) | Grabhügel der Hallstattzeit.                                    | D-6-6225-0185 |      |
| (Standort) | Vorgeschichtliche Grabhügel.                                    | D-6-6225-0171 |      |
| (Standort) | Grabhügel vorgeschichtlicher Zeitstellung.                      | D-6-6225-0182 |      |